# Lista de prêmios recebidos por Frozen
Frozen é um filme de animação computadorizada americano de 2013, produzido pela Walt Disney Animation Studios e lançado por Walt Disney Pictures. Foi dirigido por Chris Buck e Jennifer Lee, que também escreveu o roteiro, e produzido porPeter Del Vecho. O filme segue Anna, uma princesa que sai em uma jornada para encontrar a sua irmã, Rainha Elsa, que os poderes congelantes acidentalmente condenaram seu reino ao inverno eterno.
O filme estreou no El Capitan Theatre em Hollywood, Califórnia, em 19 de novembro de 2013, antes do seu lançamento doméstico em 27 de novembro, em 3,700 cinemas nos Estados Unidos e Canadá. Estreou em segundo lugar, arrecadando $67 milhões. O filme arrecadou mundialmente mais de $1.27 bilhão com uma produção de $150 milhões. Frozen é o filme de animação de maior bilheteria de todos os tempos, o nona maior bilheteria de todos os tempos, e a maior bilheteria de um filme em 2013. Rotten Tomatoes, agregador de críticas, contabiliza 219 críticas, e 89% são positivas.
Frozen recebeu uma variedade de prêmios e nomeações, muitas delas nas categorias de Melhor Canção Original (por "Let It Go") e Melhor Animação. No Globos de Ouro de 2014, o filme recebeu duas nomeações, vencendo em Melhor Filme de Animação. No Annie Awards, Frozen liderou as indicações com Monsters University, ambos com 10 nomeações. O filme venceu cinco Annie Awards, incluindo Melhor Animação. No Oscar 2014, Frozen tornou-se a primeira animação da Walt Disney Animation Studios, a vencer o prêmio de Melhor Animação, e venceu o Oscar de melhor canção original por Let it Go. Frozen também venceu o BAFTA de melhor filme de animação e o Critics' Choice Movie Award para ambos Melhor Animação e Melhor Canção. No Grammy Awards, a trilha sonora de Frozen Melhor Trilha Sonora Compilada para a Mídia Visual e "Let It Go" venceu o Grammy de Melhor Canção Escrita para Mídia Visual. Os efeitos visuais do filme foram aclamados pela Visual Effects Society, que deu ao filme todos os prêmios nas quatro categorias de animação.

## Prêmios
| Prêmio                                    | Categoria                                  | Vencedor/Candidato                                                             | Resultado |
| ----------------------------------------- | ------------------------------------------ | ------------------------------------------------------------------------------ | --------- |
| Annie Awards                              | Melhor filme de animação                   | Frozen                                                                         | Venceu    |
| Annie Awards                              | Melhor realizador                          | Chris Buck, Jennifer Lee                                                       | Venceu    |
| Annie Awards                              | Melhor design de produção                  | Michael Giaimo, Lisa Keene, David Womersley                                    | Venceu    |
| Annie Awards                              | Melhor banda sonora                        | Kristen Anderson-Lopez, Robert Lopez e Christophe Beck                         | Venceu    |
| Annie Awards                              | Melhor voz                                 | Josh Gad - voz de Olaf                                                         | Venceu    |
| Annie Awards                              | Melhor argumento                           | Jennifer Lee                                                                   | Indicado  |
| Annie Awards                              | Melhor montagem                            | Jeff Draheim                                                                   | Indicado  |
| Annie Awards                              | Melhor simulação de encenação              | John Ripa                                                                      | Indicado  |
| African-American Film Critics Association | Melhor filme de animação                   | Frozen                                                                         | Venceu    |
| Alliance of Women Film Journalists        | Melhor filme de animação                   | Chris Buck, Jennifer Lee                                                       | Indicado  |
| Alliance of Women Film Journalists        | Melhor Mulher Diretora                     | Jennifer Lee                                                                   | Indicado  |
| Alliance of Women Film Journalists        | Melhor Mulher Roteirista                   | Jennifer Lee                                                                   | Indicado  |
| Alliance of Women Film Journalists        | Melhor personagem feminino animado         | Anna (Kristen Bell)                                                            | Venceu    |
| Alliance of Women Film Journalists        | Melhor personagem feminino animado         | Elsa (Idina Menzel)                                                            | Indicado  |
| BAFTA                                     | Melhor Animação                            | Chris Buck, Jennifer Lee                                                       | Venceu    |
| CAS Awards                                | Melhor filme de animação                   | Chris Buck, Jennifer Lee                                                       | Venceu    |
| Boston Online Film Critics Association    | Melhor filme de animação                   | Chris Buck, Jennifer Lee                                                       | Indicado  |
| Gold Tomato Award                         | Melhor filme de animação                   | Chris Buck, Jennifer Lee                                                       | Venceu    |
| International Cinephile Society           | Melhor filme de animação                   | Chris Buck, Jennifer Lee                                                       | Indicado  |
| Satellite Awards                          | Melhor filme de animação                   | Chris Buck, Jennifer Lee, Peter Del Vecho, Lino Di Salvo                       | Venceu    |
| Satellite Awards                          | Melhor Canção Original                     | Christophe Beck                                                                | Indicado  |
| Saturn Awards                             | Melhor filme de animação                   | Chris Buck, Jennifer Lee                                                       | Venceu    |
| Saturn Awards                             | Melhor roteiro                             | Jennifer Lee                                                                   | Indicado  |
| Nickelodeon Kids' Choice Awards           | Animação Favorita                          | Chris Buck, Jennifer Lee                                                       | Venceu    |
| BACA - Best Animation Character Awards    | Melhor personagem feminino                 | Idina Menzel - Elsa                                                            | Venceu    |
| BACA - Best Animation Character Awards    | Melhor personagem animado                  | Josh Gad - Olaf                                                                | Venceu    |
| Motion Picture Sound Editors              | Melhor edição de som                       |                                                                                | Indicado  |
| Motion Picture Sound Editors              | Melhor música em animação                  |                                                                                | Venceu    |
| People's Choice Awards                    | Melhor final de filme do ano               |                                                                                | Venceu    |
| Southeastern Film Critics Association     | Melhor Animação                            | Chris Buck, Jennifer Lee                                                       | Venceu    |
| Golden Globes Awards                      | Melhor Canção Original                     | Kristen Anderson-Lopez e Robert Lopez por "Let It Go"                          | Indicado  |
| Golden Globes Awards                      | Melhor Animação                            | Chris Buck, Jennifer Lee                                                       | Venceu    |
| Oscar                                     | Melhor filme de animação                   | Chris Buck, Jennifer Lee                                                       | Venceu    |
| Oscar                                     | Melhor Canção Original                     | Kristen Anderson-Lopez e Robert Lopez por "Let It Go"                          | Venceu    |
| VES Awards                                | Melhor filme de animação                   | Chris Buck, Jennifer Lee, Peter Del Vecho, Lino Di Salvo                       | Venceu    |
| VES Awards                                | Melhor personagem de animação              | Alexander Alvarado, Chad Stubblefield - Elsa (Rainha de Gelo)                  | Venceu    |
| VES Awards                                | Melhor ambiente desenvolvido numa animação | Virgilio John Aquino, Lance Summers, David Womersley - Palácio de Gelo de Elsa | Venceu    |
| VES Awards                                | Melhor efeitos de simulação de animação    | Eric W. Araujo, Dong Joo Byun, Tim Molinder - Tempestade de Elsa               | Venceu    |
| Women Film Critics Circle                 | Melhor personagem feminino                 | Kristen Bell e Idina Menzel - Anna e Elsa                                      | Venceu    |